# 别克木哈买提·木沙
别克木哈买提·木沙（羅馬化：Bekmūhammed Mūsaūly，1939年12月—2017年4月9日），新疆特克斯县人。哈萨克族。1965年8月参加工作，1971年4月加入中国共产党。

## 生平
1960年8月，进入北京师范大学化学系化学专业学习。1965年8月，任伊犁地区社教工作队副组长。1967年2月，到伊犁哈萨克自治州工交局工作。1971年4月加入中国共产党。1974年4月，任伊犁哈萨克自治州工交局副局长。1975年9月，任中共奎屯市委副书记、奎屯市革委会主任。1978年12月，任新疆维吾尔自治区化工局副局长。1983年9月，任新疆维吾尔自治区化学工业总公司总经理。1987年6月，任新疆维吾尔自治区化工局党组副书记、局长。1993年5月，任中共伊犁哈萨克自治州党委副书记、州长。1998年1月，任新疆维吾尔自治区第八届政协副主席，2005年6月退休。
2017年4月9日，在乌鲁木齐病逝，享年78岁。

## 著作
- 《化工词典》[1][2]